# Stefan Michlewski

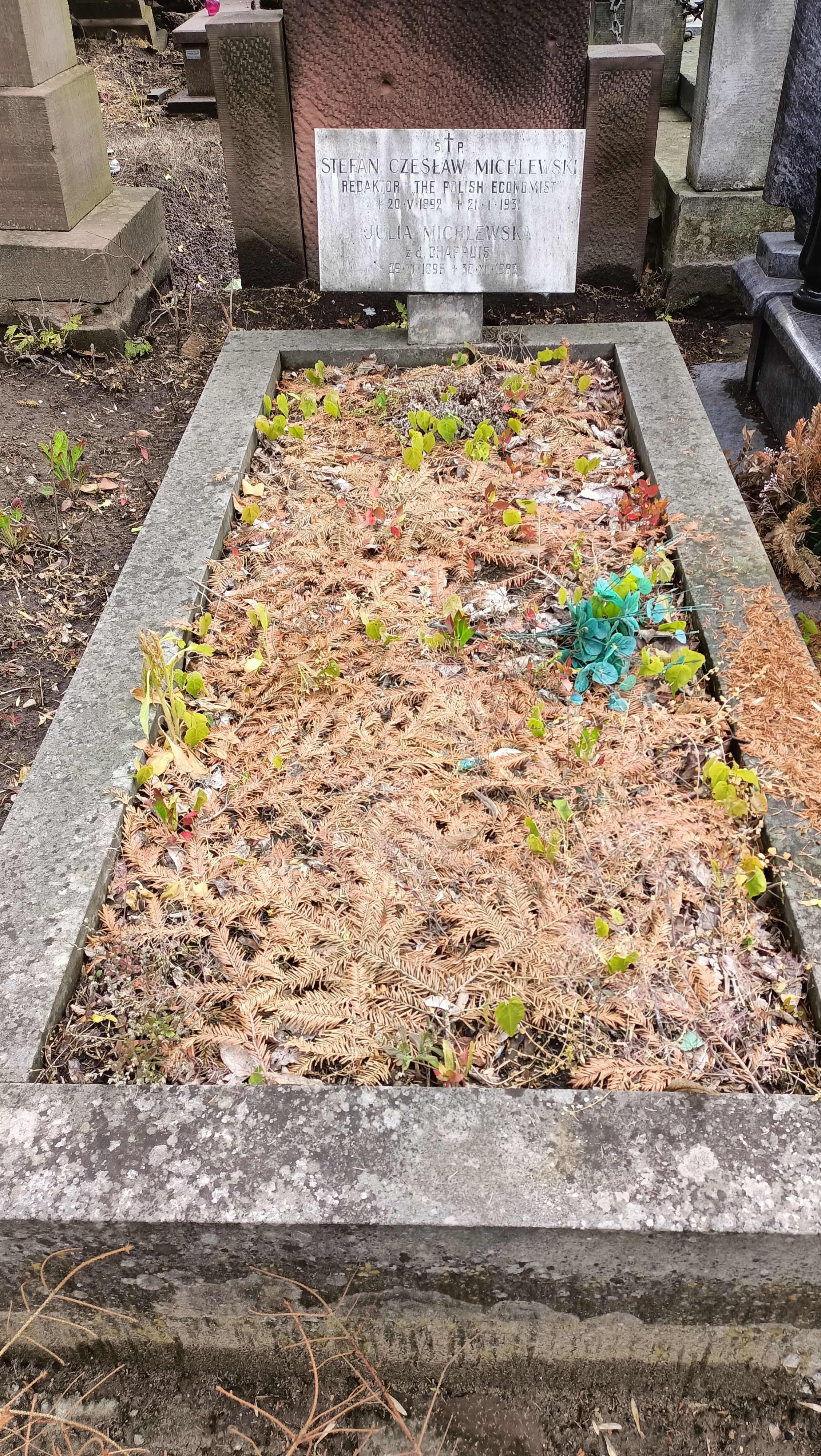
Grób Stefana Czesława Michlewskiego na cmentarzu Powązkowskim

Stefan Czesław Michlewski, także Stefan C. Michlewski (ur. 20 maja 1892 w Łodzi, zm. 21 stycznia 1931 w Warszawie) – polski ekonomista, redaktor naczelny i wydawca „The Polish Economist”.

## Życiorys
Był synem Tomasza Michlewskiego – majstra i kierownika ruchu w maszynowni fabryki włókienniczej „Stiller i Bielszowski” i Anny Bieliny-Brzozowskiej. Miał ośmioro rodzeństwa.
Był absolwentem Szkoły Handlowej Kupiectwa Łódzkiego. Po szkole, z powodu niechęci do służby w wojsku, wyjechał do Belgii, gdzie w latach 1911–1914 studiował na wydziale ekonomicznym w Institut Supérieur de Commerce w Antwerpii, ukończywszy studia bez dyplomu. W trakcie studiów nauczył się posługiwania jedenastoma językami obcymi. W 1915 wyjechał do Anglii gdzie pracował jako cenzor handlowy w ministerstwie wojny. Po I wojnie światowej wyjechał do Francji, gdzie pracował do 1921 roku w zakładach chemicznych „Poulenc Frères”. Następnie przeniósł się do Warszawy, gdzie pracował jako kierownik wydziału eksportowego Warszawskiego Towarzystwa Akcyjnego Handlu Towarami Aptecznymi (dawn. Przemysłowo-Handlowe Zakłady Chemiczne Ludwik Spiess i Syn SA). W ramach wykonywanej pracy nawiązywał stosunki handlowe (m.in. w Estonii, na Łotwie, w Norwegii i Szwecji), zerwane podczas wojny, w celu eksportu wyrobów galenowych i kosmetycznych fabryki. W latach 1924–1926 pracował w Warszawskim Towarzystwie Ubezpieczeń. Od 1926 pracował jako wydawca, oraz w wyniku powołania na to stanowisko przez Ministra Przemysłu i Handlu oraz Ministra Spraw Zagranicznych, jako redaktor naczelny wydawanego w języku angielskim „The Polish Economist”. Był autorem znacznej części artykułów czasopisma, ponadto publikował na łamach artykuły i notatki dotyczące gospodarki w „Przemyśle i Handlu” i „Polsce Gospodarczej” oraz współpracował przy wydawaniu broszur i książek Wydawnictwa Polska Gospodarcza.
Do 1926 był zaangażowany jako działacz Akademickiego Związku Sportowego, w ramach którego pełnił funkcję przewodniczącego Międzynarodowego Komisariatu Sportu Studenckiego. W ramach pełnionej roli uczestniczył w międzynarodowych zjazdach sportowych, m.in. w Kongresie Olimpijskim (1925).

### Życie prywatne
Jego żoną była Julia z domu Chappnis. Ich córką była Anna Maria Michlewska (1924–1955) – psycholog kliniczny.
Pochowany został na Cmentarzu Powązkowskim (kwatera: c, rząd: 1, miejsce: 10).